# Comuna de Wojciechowice
Wojciechowice (polaco: Gmina Wojciechowice) é uma gminy (comuna) na Polónia, na voivodia de Santa Cruz e no condado de Opatowski. A sede do condado é a cidade de Wojciechowice.
De acordo com os censos de 2004, a comuna tem 4544 habitantes, com uma densidade 52,6 hab/km².

## Área
Estende-se por uma área de 86,37 km², incluindo:
- área agrícola: 93%
- área florestal: 2%

## Demografia
Dados de 30 de Junho 2004:
|                      | Total   | Total | Mulheres | Mulheres | Homens  | Homens |
| -------------------- | ------- | ----- | -------- | -------- | ------- | ------ |
|                      | pessoas | %     | pessoas  | %        | pessoas | %      |
| População            | 4544    | 100   | 2279     | 50,2     | 2265    | 49,8   |
| Densidade (pop./km²) | 52,6    | 100   | 26,4     | 26,4     | 26,2    | 26,2   |

De acordo com dados de 2005, o rendimento médio per capita ascendia a 1320,92 zł.

## Comunas vizinhas
- Ćmielów, Lipnik, Opatów, Ożarów, Wilczyce